# Ambonil
Ambonil est une commune française située dans le département de la Drôme, en région Auvergne-Rhône-Alpes.

## Géographie

### Localisation
Rattachée à la communauté de communes du Val de Drôme, la commune d'Ambonil est située à 17 km au sud-est de Valence et à 8 km de Livron.

### Relief et géologie
Sites particuliers :

### Climat
Pour des articles plus généraux, voir Climat d'Auvergne-Rhône-Alpes et Climat de l'Eure.
En 2010, le climat de la commune est de type climat du Bassin du Sud-Ouest, selon une étude du CNRS s'appuyant sur une série de données couvrant la période 1971-2000. En 2020, Météo-France publie une typologie des climats de la France métropolitaine dans laquelle la commune est 0 et est dans la région climatique Moyenne vallée du Rhône, caractérisée par un bon ensoleillement en été (fraction d’insolation > 60 %), une forte amplitude thermique annuelle (4 à 20 °C), un air sec en toutes saisons, orageux en été, des vents forts (mistral), une pluviométrie élevée en automne (250 à 300 mm).
Pour la période 1971-2000, la température annuelle moyenne est de 12,8 °C, avec une amplitude thermique annuelle de 17,9 °C. Le cumul annuel moyen de précipitations est de 855 mm, avec 7,1 jours de précipitations en janvier et 4,4 jours en juillet. Pour la période 1991-2020, la température moyenne annuelle observée sur la station météorologique de Météo-France la plus proche, sur la commune de Guillonville à 443 km à vol d'oiseau, est de 11,4 °C et le cumul annuel moyen de précipitations est de 617,9 mm,. Pour l'avenir, les paramètres climatiques de la commune estimés pour 2050 selon différents scénarios d'émission de gaz à effet de serre sont consultables sur un site dédié publié par Météo-France en novembre 2022.

### Voies de communication et transports
Le territoire communal est traversé par la route départementale 555 (RD 555).

## Urbanisme

### Typologie
Au 1er janvier 2024, Ambonil est catégorisée commune rurale à habitat dispersé, selon la nouvelle grille communale de densité à 7 niveaux définie par l'Insee en 2022.
Elle est située hors unité urbaine. Par ailleurs la commune fait partie de l'aire d'attraction de Valence, dont elle est une commune de la couronne,. Cette aire, qui regroupe 71 communes, est catégorisée dans les aires de 200 000 à moins de 700 000 habitants,.

### Occupation des sols
L'occupation des sols de la commune, telle qu'elle ressort de la base de données européenne d’occupation biophysique des sols Corine Land Cover (CLC), est marquée par l'importance des territoires agricoles (100 % en 2018), une proportion identique à celle de 1990 (100 %). La répartition détaillée en 2018 est la suivante : terres arables (59 %), zones agricoles hétérogènes (41 %). L'évolution de l'occupation des sols de la commune et de ses infrastructures peut être observée sur les différentes représentations cartographiques du territoire : la carte de Cassini (XVIIIe siècle), la carte d'état-major (1820-1866) et les cartes ou photos aériennes de l'IGN pour la période actuelle (1950 à aujourd'hui).

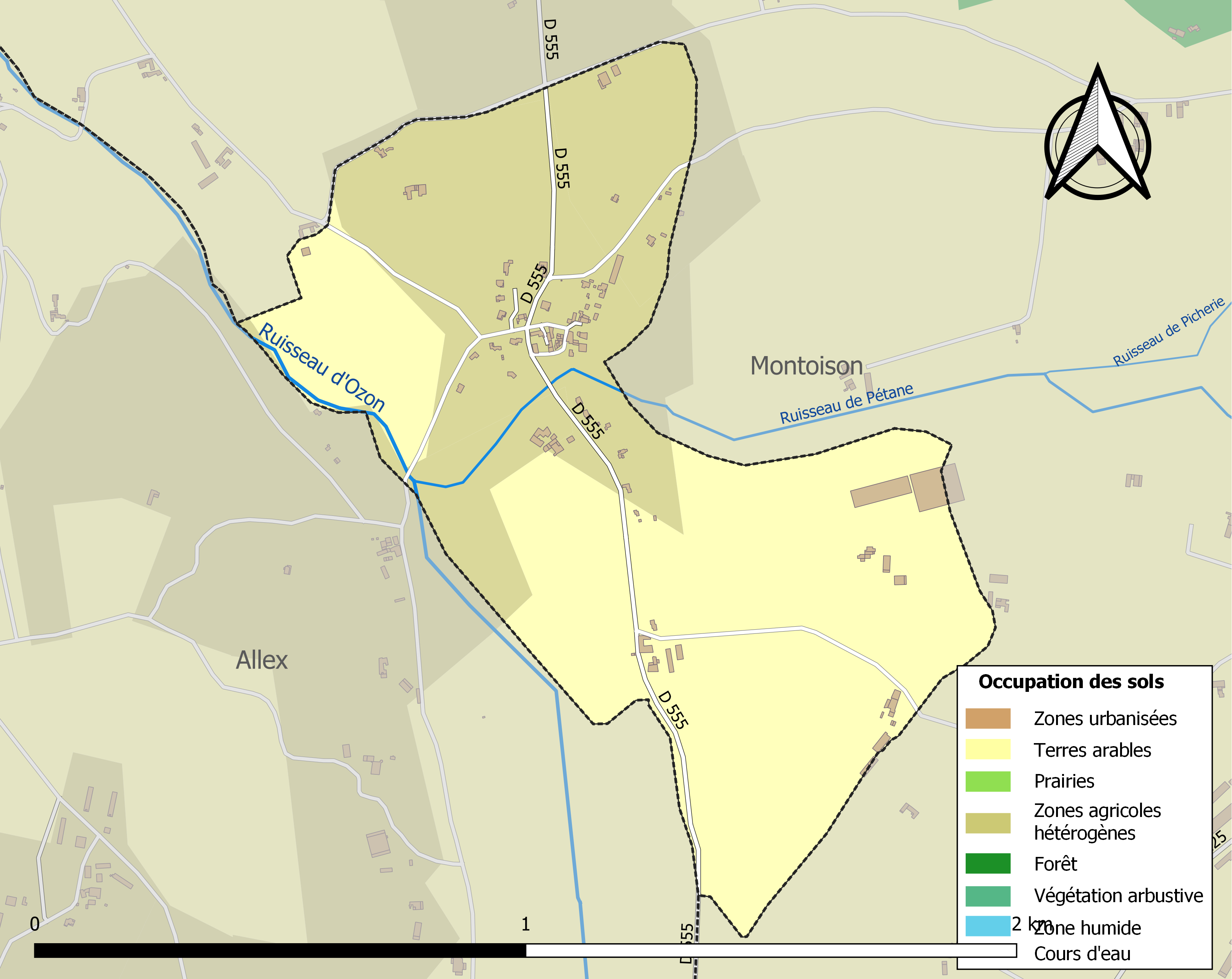
Carte des infrastructures et de l'occupation des sols de la commune en 2018 (CLC).

### Morphologie urbaine

#### Quartiers, hameaux et lieux-dits
Site Géoportail (carte IGN) :
- Chenevières
- Laboissière
- Lassagne
- les Thomas
- Notre-Dame des Champs (vierge)
- Pierre Blanche

## Toponymie

### Attestations
Dictionnaire topographique du département de la Drôme.
- 333 : Umbennum (itinéraire à Burdegala).
- 1201 : villa Dambonil (archives de la Drôme, E 605).
- 1485 : Ambonilicium, Amboniculum et Ambonilicum (terrier de Saint-Apollinaire, à Allex).
- 1657 : Ambony (archives de la Drôme, E 512).
- 1891 : Ambonil, commune du canton de Loriol.

### Étymologie
Du gaulois ambe (rivière) ou ambi (autour)[réf. nécessaire].

## Histoire

### Antiquité: les Gallo-romains
Origine romaine.

#### La via Agrippa
À l'époque gallo-romaine, le tracé de la via Agrippa (de Lyon à Narbonne) est connu par l'itinéraire de Bordeaux à Jérusalem (333). Il y est mentionné un relais (mutatio) dénommé Umbenum, situé à neuf milles au sud de Valence et dont la localisation est incertaine. En se basant sur la toponymie, Ambonil est la principale hypothèse[réf. nécessaire].
Cependant, certains doutent que la voie Agrippa ait fait un détour par Ambonil pour, depuis Valence, rejoindre au sud le relais suivant, Batiana (actuel hameau de Banse) au sud de Loriol. Il est plus probable que Umbenum se trouvait sur l'actuelle commune d'Étoile-sur-Rhône[réf. nécessaire].
Certains évoquent un lien d'une autre nature (économique ? administratif ?) entre Ambonil et Umbenum. Par adjonction du suffixe diminutif -illicum, le toponyme serait devenu Umbenillicum (petit Umbenum), puis Ambonil, comme si Ambonil se substituait (?) à Umbenum[réf. nécessaire].

### Du Moyen Âge à la Révolution
La seigneurie :
- XIIIe siècle : la terre est un fief des comtes du Valentinois[13],[14].
- 1201 : elle est cédée aux Pouzin[13] appelés Montoison depuis[13] (seigneurs de Montoison[réf. nécessaire]).
- 1350 : passe (par mariage) aux Clermont[13].
- fin XVIe siècle : passe aux Guilhaumont[13].
- 1647 : vendue aux Lancelin de la Rollière qui s'en dessaisissent peu après au profit des prieurs d'Allex[13].

Avant 1790, Ambonil était une communauté de l'élection et subdélégation de Valence, et de la sénéchaussée de Crest. Elle formait une paroisse du diocèse de Valence, unie à celle de Montoison.

### De la Révolution à nos jours
En 1789, la commune compte 20 habitants.
En 1790, la commune est comprise dans le canton de Loriol.

La paroisse est rattachée au diocèse de Valence.
À la fin de la monarchie de Juillet, seuls les hommes qui paient plus de 200 F d’impôt (Suffrage censitaire) ont le droit de voter aux élections au-dessus des élections municipales (arrondissement, élections cantonales, élections nationales) soit moins de 1 % de la population départementale dans la Drôme.  À Ambonil, il n’y avait même aucun électeur en-dehors des élections municipales.

#### Seconde Guerre mondiale

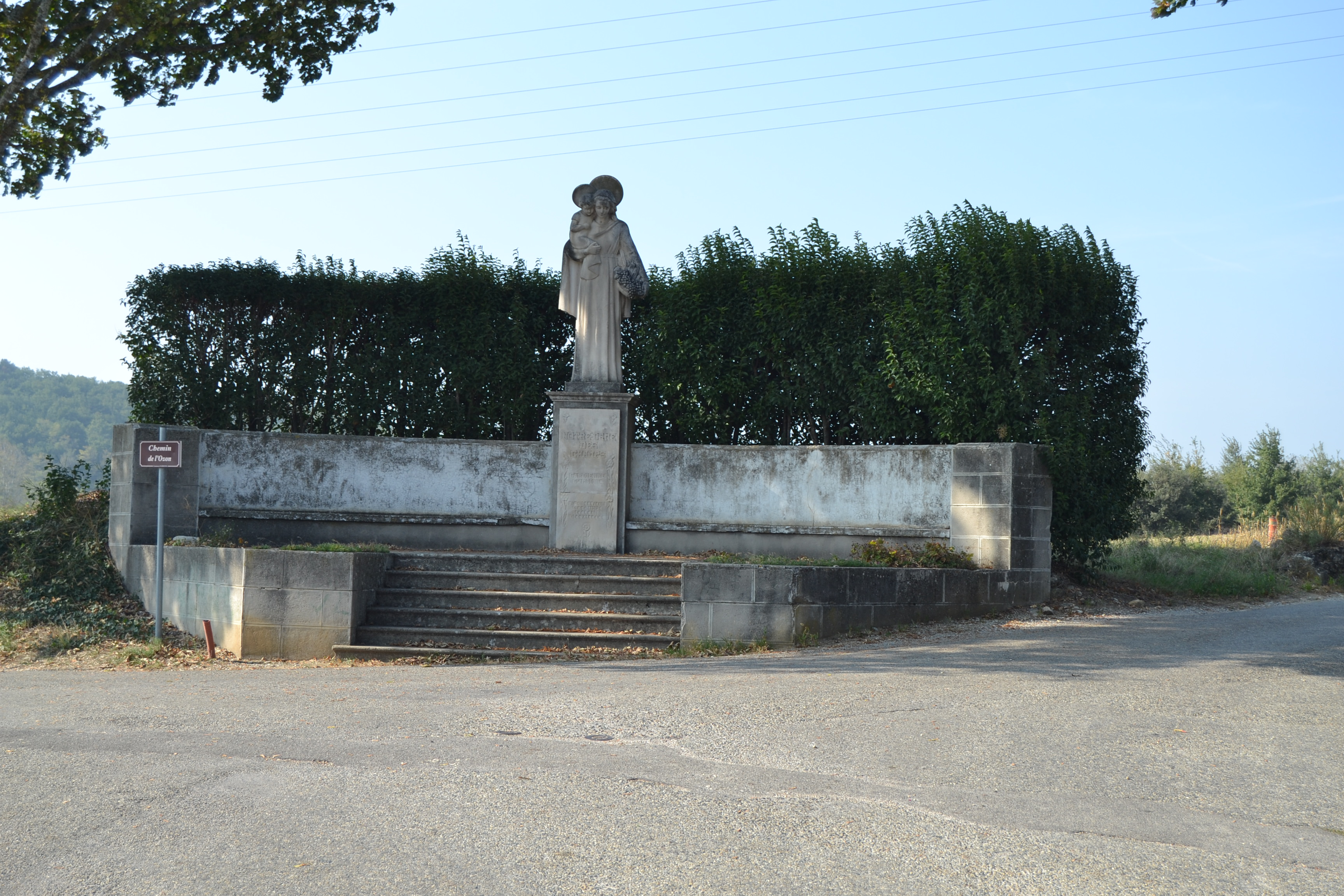
Vierge du vœu érigée à la suite du vœu du 15 août 1944.

## Politique et administration

### Administration municipale
Le nombre d'habitants au dernier recensement étant compris entre 100 et 499, le nombre de membres du conseil municipal est de 11.
Le conseil municipal est composé, à l'issue des élections municipales françaises de 2020, du maire, de trois adjoints et de sept conseillers municipaux[source insuffisante].

### Liste des maires
| Période                                                                      | Période                     | Identité                              | Étiquette        | Qualité                      |
| ---------------------------------------------------------------------------- | --------------------------- | ------------------------------------- | ---------------- | ---------------------------- |
| Les données manquantes sont à compléter. : de la Révolution au Second Empire |                             |                                       |                  |                              |
| 1790                                                                         | 1871                        | ?                                     |                  |                              |
| Les données manquantes sont à compléter. : depuis la fin du Second Empire    |                             |                                       |                  |                              |
| 1871                                                                         | 1874                        | ?                                     |                  |                              |
| 1874                                                                         | 1878                        | ?                                     |                  |                              |
| 1878                                                                         | 1884                        | ?                                     |                  |                              |
| 1884                                                                         | 1888                        | ?                                     |                  |                              |
| 1888                                                                         | 1892                        | ?                                     |                  |                              |
| 1892                                                                         | 1896                        | ?                                     |                  |                              |
| 1896                                                                         | 1900                        | ?                                     |                  |                              |
| 1900                                                                         | 1904                        | ?                                     |                  |                              |
| 1904                                                                         | 1908                        | ?                                     |                  |                              |
| 1908                                                                         | 1912                        | ?                                     |                  |                              |
| 1912                                                                         | 1919                        | ?                                     |                  |                              |
| 1919                                                                         | 1925                        | ?                                     |                  |                              |
| 1925                                                                         | 1929                        | ?                                     |                  |                              |
| 1929                                                                         | 1935                        | ?                                     |                  |                              |
| 1935                                                                         | 1945                        | ?                                     |                  |                              |
| 1945                                                                         | 1947                        | ?                                     |                  |                              |
| 1947                                                                         | 1953                        | ?                                     |                  |                              |
| 1953                                                                         | 1959                        | ?                                     |                  |                              |
| 1959                                                                         | 1965                        | ?                                     |                  |                              |
| 1965                                                                         | 1971                        | ?                                     |                  |                              |
| 1971                                                                         | 1977                        | ?                                     |                  |                              |
| 1977                                                                         | 1983                        | ?                                     |                  |                              |
| 1983                                                                         | 1989                        | ?                                     |                  |                              |
| 1989                                                                         | 1995                        | ?                                     |                  |                              |
| 1995                                                                         | 2001                        | ?                                     |                  |                              |
| 2001                                                                         | 2008                        | Marcel Sadeler                        | UMP              |                              |
| 2008                                                                         | 2014                        | Marcel Sadeler                        |                  | maire sortant                |
| 2014                                                                         | 2020                        | Bernard Carreres                      | (sans étiquette) | retraité (fonction publique) |
| 2020                                                                         | En cours (au 28 févr. 2021) | Bernard Carreres[source insuffisante] |                  | maire sortant                |

### Rattachements administratifs et électoraux
La commune fait partie du canton de Loriol.
Elle constitue à la fois une enclave et une exclave de l'arrondissement de Valence dans l'arrondissement de Die.

## Population et société

### Démographie
L'évolution du nombre d'habitants est connue à travers les recensements de la population effectués dans la commune depuis 1793. Pour les communes de moins de 10 000 habitants, une enquête de recensement portant sur toute la population est réalisée tous les cinq ans, les populations de référence des années intermédiaires étant quant à elles estimées par interpolation ou extrapolation. Pour la commune, le premier recensement exhaustif entrant dans le cadre du nouveau dispositif a été réalisé en 2008.

En 2022, la commune comptait 102 habitants, en évolution de −15 % par rapport à 2016 (Drôme : +2,64 %, France hors Mayotte : +2,11 %).
| 1793 | 1800 | 1806 | 1821 | 1831 | 1836 | 1841 | 1846 | 1851 |
| ---- | ---- | ---- | ---- | ---- | ---- | ---- | ---- | ---- |
| 77   | 59   | 52   | 86   | 86   | 84   | 84   | 98   | 97   |

| 1856 | 1861 | 1866 | 1872 | 1876 | 1881 | 1886 | 1891 | 1896 |
| ---- | ---- | ---- | ---- | ---- | ---- | ---- | ---- | ---- |
| 91   | 92   | 84   | 91   | 101  | 89   | 94   | 85   | 89   |

| 1901 | 1906 | 1911 | 1921 | 1926 | 1931 | 1936 | 1946 | 1954 |
| ---- | ---- | ---- | ---- | ---- | ---- | ---- | ---- | ---- |
| 101  | 96   | 94   | 83   | 75   | 89   | 76   | 62   | 48   |

| 1962 | 1968 | 1975 | 1982 | 1990 | 1999 | 2006 | 2008 | 2013 |
| ---- | ---- | ---- | ---- | ---- | ---- | ---- | ---- | ---- |
| 65   | 75   | 59   | 59   | 69   | 100  | 114  | 118  | 122  |

| 2018 | 2022 | - | - | - | - | - | - | - |
| ---- | ---- | - | - | - | - | - | - | - |
| 106  | 102  | - | - | - | - | - | - | - |

### Enseignement
La commune relève de l'académie de Grenoble.

### Manifestations culturelles et festivités
- Fête : le premier dimanche d'août[14].

### Médias
Le territoire de la commune se situe dans l'aire de diffusion de plusieurs médias :

#### Presse écrite
- Le Dauphiné libéré, quotidien régional qui consacre, chaque jour, y compris le dimanche, dans son édition de « Romans et Drôme des collines » un ou plusieurs articles à l'actualité du canton et de la commune, ainsi que des informations sur les éventuelles manifestations locales, les travaux routiers, et autres événements divers à caractère local.
- L'Agriculture Drômoise, journal d'informations agricoles et rurales, couvre l'ensemble du département de la Drôme.
- Drôme Hebdo (ancien Peuple Libre), hebdomadaire chrétien d'informations.

#### Presse audio-visuelle
La commune est située sur l'aire de diffusion de Ici Drôme Ardèche, une radio publique également diffusée sur tout le territoire du département de la Drome et de l'Ardèche.

### Cultes
L'église paroissiale et la communauté catholique de la commune relèvent de la Paroisse Sainte Famille du Crestois dont la maison paroissiale est située à Crest. Cette paroisse est rattachée au diocèse de Valence.

## Économie

### Agriculture
En 1992 : blé, vergers.

## Culture locale et patrimoine

### Lieux et monuments
- Vieux village pittoresque : pigeonniers[14].
- Église Saint-Pierre d'Ambonil du XIXe siècle : croix[14].
- Monument de la Vierge du vœu érigé à la suite du vœu du 15 août 1944.

### Héraldique, logotype et devise
|  | Ambonil possède des armoiries dont l'origine et le blasonnement exact ne sont pas disponibles. |